# Казарио (Кунео)
Казарио је насеље у Италији у округу Кунео, региону Пијемонт.
Према процени из 2011. у насељу је живело 125 становника. Насеље се налази на надморској висини од 706 м.